# Stetiger Funktionalkalkül
In der Mathematik, insbesondere in der Operatortheorie und der Theorie der C*-Algebren, ermöglicht der stetige Funktionalkalkül die Anwendung einer stetigen Funktion auf normale Elemente einer C*-Algebra.
In der fortgeschrittenen Theorie sind die Anwendungen dieses Funktionalkalküls so selbstverständlich, dass sie oft nicht einmal erwähnt werden. Man kann ohne Übertreibung sagen, dass der stetige Funktionalkalkül, den Unterschied zwischen C*-Algebren und allgemeinen Banachalgebren, in denen man lediglich einen holomorphen Funktionalkalkül hat, ausmacht.

## Motivation
Will man den natürlichen Funktionalkalkül für Polynome auf dem Spektrum {\displaystyle \sigma (a)} eines Elements {\displaystyle a} einer Banachalgebra {\displaystyle {\mathcal {A}}} zu einem Funktionalkalkül für stetige Funktionen {\displaystyle C(\sigma (a))} auf dem Spektrum erweitern, so liegt es nahe, eine stetige Funktion gemäß dem Satz von Stone-Weierstraß durch Polynome zu approximieren, das Element in diese Polynome einzusetzen und zu zeigen, dass diese Folge von Elementen in {\displaystyle {\mathcal {A}}} konvergiert.
Die stetigen Funktionen auf {\displaystyle \sigma (a)\subset \mathbb {C} } werden von Polynomen in {\displaystyle z} und {\displaystyle {\overline {z}}} approximiert, das heißt von Polynomen der Form {\textstyle p(z,{\overline {z}})=\sum _{k,l=0}^{N}c_{k,l}z^{k}{\overline {z}}^{l}\;\left(c_{k,l}\in \mathbb {C} \right)}. Dabei bezeichnet {\displaystyle {\overline {z}}} die komplexe Konjugation, welche eine Involution auf den komplexen Zahlen ist.
Damit man nun {\displaystyle a} an Stelle von {\displaystyle z} in ein solches Polynom einsetzen kann, betrachtet man Banach-*-Algebren, also Banachalgebren, die ebenfalls eine Involution * haben, und setzt {\displaystyle a^{*}} an die Stelle von {\displaystyle {\overline {z}}}. Um einen Homomorphismus {\displaystyle {\mathbb {C} }[z,{\overline {z}}]\rightarrow {\mathcal {A}}} zu erhalten, muss man sich auf normale Elemente einschränken, also Elemente mit {\displaystyle a^{*}a=aa^{*}}, da der Polynomring {\displaystyle \mathbb {C} [z,{\overline {z}}]} kommutativ ist.
Ist nun {\displaystyle (p_{n}(z,{\overline {z}}))_{n}} eine Folge von Polynomen, die auf {\displaystyle \sigma (a)} gleichmäßig gegen eine stetige Funktion {\displaystyle f} konvergiert, so ist noch die Konvergenz der Folge {\displaystyle (p_{n}(a,a^{*}))_{n}} in {\displaystyle {\mathcal {A}}} gegen ein Element {\displaystyle f(a)} sicherzustellen. Eine eingehende Analyse dieses Konvergenzproblems zeigt, dass man sich auf C*-Algebren zurückziehen muss. Diese Überlegungen führen zum sogenannten stetigen Funktionalkalkül.

## Der stetige Funktionalkalkül
Satz (Stetiger Funktionalkalkül).
Sei {\displaystyle a} ein normales Element der C*-Algebra {\displaystyle {\mathcal {A}}} mit Einselement {\displaystyle e} und sei {\displaystyle C(\sigma (a))} die kommutative C*-Algebra der stetigen Funktionen auf {\displaystyle \sigma (a)}, dem Spektrum von {\displaystyle a}. Dann gibt es genau einen *-Homomorphismus {\displaystyle \Phi _{a}\colon C(\sigma (a))\rightarrow {\mathcal {A}}} mit {\displaystyle \Phi _{a}({\boldsymbol {1}})=e} für {\displaystyle {\boldsymbol {1}}(z)=1} und {\displaystyle \Phi _{a}(\operatorname {Id} _{\sigma (a)})=a} für die Identität.
Die Abbildung {\displaystyle \Phi _{a}} heißt der stetige Funktionalkalkül zum normalen Element {\displaystyle a}. Üblicherweise setzt man suggestiv {\displaystyle f(a):=\Phi _{a}(f)}.
Durch die *-Homomorphie-Eigenschaft gelten für alle Funktionen {\displaystyle f,g\in C(\sigma (a))} und Skalare {\displaystyle \lambda ,\mu \in \mathbb {C} } die folgenden Rechenregeln:
| - {\displaystyle (\lambda f+\mu g)(a)=\lambda f(a)+\mu g(a)\qquad } | (linear)        |
| - {\displaystyle (f\cdot g)(a)=f(a)\cdot g(a)}                      | (multiplikativ) |
| - {\displaystyle {\overline {f}}(a)=\colon \;(f^{*})(a)=(f(a))^{*}} | (involutiv)     |

Man kann sich also vorstellen, die normalen Elemente tatsächlich in stetige Funktionen einzusetzen; die naheliegenden algebraischen Operationen verhalten sich wie erwartet.
Die Forderung nach einem Einselement ist keine wesentliche Einschränkung. Man kann nötigenfalls ein Einselement adjungieren und in der so vergrößerten C*-Algebra {\displaystyle {\mathcal {A}}_{1}} arbeiten. Ist dann {\displaystyle a\in {\mathcal {A}}} und {\displaystyle f\in C(\sigma (a))} mit {\displaystyle f(0)=0}, so gilt {\displaystyle 0\in \sigma (a)} und {\displaystyle f(a)\in {\mathcal {A}}\subset {\mathcal {A}}_{1}}.
Die Existenz und die Eindeutigkeit des stetigen Funktionalkalküls beweist man getrennt:
- Existenz: Da das Spektrum von {\displaystyle a} in der von {\displaystyle a} und {\displaystyle e} erzeugten C*-Unteralgebra {\displaystyle C^{*}(a,e)} dasselbe ist, wie in {\displaystyle {\mathcal {A}}} genügt es die Aussage für {\displaystyle {\mathcal {A}}=C^{*}(a,e)} zu zeigen. Die eigentliche Konstruktion des stetigen Funktionalkalküls erfolgt anschließend unter Verwendung der Inversen Gelfand-Transformation.

- Eindeutigkeit: Da {\displaystyle \Phi _{a}({\boldsymbol {1}})} und {\displaystyle \Phi _{a}(\operatorname {Id} _{\sigma (a)})} festgelegt sind, ist {\displaystyle \Phi _{a}} bereits für alle Polynome {\textstyle p(z,{\overline {z}})=\sum _{k,l=0}^{N}c_{k,l}z^{k}{\overline {z}}^{l}\;\left(c_{k,l}\in \mathbb {C} \right)} eindeutig festgelegt, da {\displaystyle \Phi _{a}} ein *-Homomorphismus ist. Diese bilden nach dem Satz von Stone-Weierstraß eine dichte Unteralgebra von {\displaystyle C(\sigma (a))}. Damit ist {\displaystyle \Phi _{a}} insgesamt eindeutig.

In der Funktionalanalysis ist man häufig am stetigen Funktionalkalkül für einen normale Operatoren {\displaystyle T} interessiert, das heißt an dem Fall, dass {\displaystyle {\mathcal {A}}} die C*-Algebra {\displaystyle {\mathcal {B}}(H)} der beschränkten Operatoren auf einem Hilbertraum {\displaystyle H} ist. Häufig wird in der Literatur der stetige Funktionalkalkül in diesem Setting sogar nur für selbstadjungierte Operatoren bewiesen. Der Beweis kommt in diesem Fall ohne die Gelfand-Transformation aus.

## Weitere Eigenschaften des stetigen Funktionalkalküls
Der stetige Funktionalkalkül {\displaystyle \Phi _{a}} ist ein isometrischer Isomorphismus auf die von {\displaystyle a} und {\displaystyle e} erzeugte C*-Unteralgebra {\displaystyle C^{*}(a,e)}, das heißt:
- {\displaystyle \left\|\Phi _{a}(f)\right\|=\left\|f\right\|_{\sigma (a)}} für alle {\displaystyle f\in C(\sigma (a))}; {\displaystyle \Phi _{a}} ist somit stetig.
- {\displaystyle \Phi _{a}\left(C(\sigma (a))\right)=C^{*}(a,e)\subseteq {\mathcal {A}}}

Da {\displaystyle a} ein normales Element von {\displaystyle {\mathcal {A}}} ist, ist die von {\displaystyle a} und {\displaystyle e} erzeugte C*-Unteralgebra kommutativ. Insbesondere ist {\displaystyle f(a)} normal und alle Elemente eines Funktionalkalküls kommutieren.
Der holomorphe Funktionalkalkül wird vom stetigen Funktionalkalkül in eindeutiger Weise fortgesetzt. Daher stimmt für Polynome {\displaystyle p(z,{\overline {z}})} der stetige Funktionalkalkül mit dem natürlichen Funktionalkalkül für Polynome überein: {\textstyle \Phi _{a}(p(z,{\overline {z}}))=p(a,a^{*})=\sum _{k,l=0}^{N}c_{k,l}a^{k}(a^{*})^{l}} für alle {\textstyle p(z,{\overline {z}})=\sum _{k,l=0}^{N}c_{k,l}z^{k}{\overline {z}}^{l}} mit {\displaystyle c_{k,l}\in \mathbb {C} }.
Für eine Folge von Funktionen {\displaystyle f_{n}\in C(\sigma (a))}, die auf {\displaystyle \sigma (a)} gleichmäßig gegen eine Funktion {\displaystyle f\in C(\sigma (a))} konvergiert, konvergiert {\displaystyle f_{n}(a)} gegen {\displaystyle f(a)}. Für eine Potenzreihe {\textstyle f(z)=\sum _{n=0}^{\infty }c_{n}z^{n}}, die auf {\displaystyle \sigma (a)} absolut gleichmäßig konvergiert, gilt daher {\textstyle f(a)=\sum _{n=0}^{\infty }c_{n}a^{n}}.
Sind {\displaystyle f\in {\mathcal {C}}(\sigma (a))} und {\displaystyle g\in {\mathcal {C}}(\sigma (f(a)))}, so gilt für deren Komposition {\displaystyle (g\circ f)(a)=g(f(a))}. Sind {\displaystyle a,b\in {\mathcal {A}}_{N}} zwei normale Elemente mit {\displaystyle f(a)=f(b)} und ist {\displaystyle g} sowohl auf {\displaystyle \sigma (a)} als auch {\displaystyle \sigma (b)} die Umkehrfunktion von {\displaystyle f}, so ist bereits {\displaystyle a=b}, da {\displaystyle a=(f\circ g)(a)=f(g(a))=f(g(b))=(f\circ g)(b)=b}.
Es gilt der spektrale Abbildungssatz: {\displaystyle \sigma (f(a))=f(\sigma (a))} für alle {\displaystyle f\in C(\sigma (a))}.
Gilt {\displaystyle ab=ba} für {\displaystyle b\in {\mathcal {A}}}, so gilt auch {\displaystyle f(a)b=bf(a)} für alle {\displaystyle f\in C(\sigma (a))}, das heißt wenn {\displaystyle b} mit {\displaystyle a} kommutiert, dann auch mit den zugehörigen Elementen des stetigen Funktionalkalküls {\displaystyle f(a)}.
Sei {\displaystyle \Psi \colon {\mathcal {A}}\rightarrow {\mathcal {B}}} ein unitärer *-Homomorphismus zwischen C*-Algebren {\displaystyle {\mathcal {A}}} und {\displaystyle {\mathcal {B}}}. Dann kommutiert {\displaystyle \Psi } mit dem stetigen Funktionalkalkül. Es gilt: {\displaystyle \Psi (f(a))=f(\Psi (a))} für alle {\displaystyle f\in C(\sigma (a))}. Insbesondere kommutiert der stetige Funktionalkalkül mit der Gelfand-Transformation.
Mit dem spektralen Abbildungssatz lassen sich Funktionen mit bestimmten Eigenschaften direkt mit bestimmten Eigenschaften von Elementen von C*-Algebren in Verbindung bringen:
- {\displaystyle f(a)} ist genau dann invertierbar, wenn {\displaystyle f} auf {\displaystyle \sigma (a)} keine Nullstelle hat.[5] Dann ist {\textstyle f(a)^{-1}={\tfrac {1}{f}}(a)}.[6]
- {\displaystyle f(a)} ist genau dann selbstadjungiert, wenn {\displaystyle f} reellwertig, also {\displaystyle f(\sigma (a))\subseteq \mathbb {R} } ist.
- {\displaystyle f(a)} ist genau dann positiv ({\displaystyle f(a)\geq 0}), wenn {\displaystyle f\geq 0}, also {\displaystyle f(\sigma (a))\subseteq [0,\infty )} ist.
- {\displaystyle f(a)} ist genau dann unitär, wenn alle Werte von {\displaystyle f} in der Kreisgruppe liegen, also {\displaystyle f(\sigma (a))\subseteq \mathbb {T} =\{\lambda \in \mathbb {C} \mid \left\|\lambda \right\|=1\}} ist.
- {\displaystyle f(a)} ist genau dann eine Projektion, wenn {\displaystyle f} nur die Werte {\displaystyle 0} und {\displaystyle 1} annimmt, also {\displaystyle f(\sigma (a))\subseteq \{0,1\}} ist.

Diese gehen auf Aussagen über das Spektrum bestimmter Elemente zurück, welche im Abschnitt Anwendungen dargestellt sind.
Im speziellen Fall, dass {\displaystyle {\mathcal {A}}} die C*-Algebra der beschränkten Operatoren {\displaystyle {\mathcal {B}}(H)} für einen Hilbertraum {\displaystyle H} ist, sind Eigenvektoren {\displaystyle v\in H} zum Eigenwert {\displaystyle \lambda \in \sigma (T)} eines normalen Operators {\displaystyle T\in {\mathcal {B}}(H)} auch Eigenvektoren zum Eigenwert {\displaystyle f(\lambda )\in \sigma (f(T))} des Operators {\displaystyle f(T)}. Gilt also {\displaystyle Tv=\lambda v}, so gilt auch {\displaystyle f(T)v=f(\lambda )v} für alle {\displaystyle f\in \sigma (T)}.

## Anwendungen
Die folgenden Anwendungen sind typische und sehr einfache Beispiele der zahlreichen Anwendungen des stetigen Funktionalkalküls:

### Spektrum
Sei {\displaystyle {\mathcal {A}}} eine C*-Algebra und {\displaystyle a\in {\mathcal {A}}_{N}} ein normales Element. Dann gilt für das Spektrum {\displaystyle \sigma (a)}:
- {\displaystyle a} ist genau dann selbstadjungiert, wenn {\displaystyle \sigma (a)\subseteq \mathbb {R} }.
- {\displaystyle a} ist genau dann unitär, wenn {\displaystyle \sigma (a)\subseteq \mathbb {T} =\{\lambda \in \mathbb {C} \mid \left\|\lambda \right\|=1\}}.
- {\displaystyle a} ist genau dann eine Projektion, wenn {\displaystyle \sigma (a)\subseteq \{0,1\}}.

Beweis. Der stetige Funktionalkalkül {\displaystyle \Phi _{a}} zum normalen Element {\displaystyle a\in {\mathcal {A}}} ist ein *-Homomorphismus mit {\displaystyle \Phi _{a}(\operatorname {Id} )=a} und somit ist {\displaystyle a} selbstadjungiert/unitär/eine Projektion, wenn {\displaystyle \operatorname {Id} \in C(\sigma (a))} ebenfalls selbstadjungiert/unitär/eine Projektion ist. Genau dann ist {\displaystyle \operatorname {Id} } selbstadjungiert, wenn {\displaystyle z={\text{Id}}(z)={\overline {\text{Id}}}(z)={\overline {z}}} für alle {\displaystyle z\in \sigma (a)} gilt, also wenn {\displaystyle \sigma (a)} reell ist. Genau dann ist {\displaystyle {\text{Id}}} unitär, wenn {\displaystyle 1={\text{Id}}(z){\overline {\operatorname {Id} }}(z)=z{\overline {z}}=|z|^{2}} für alle {\displaystyle z\in \sigma (a)} gilt, also {\displaystyle \sigma (a)\subseteq \{\lambda \in \mathbb {C} \ |\ \left\|\lambda \right\|=1\}}. Genau dann ist {\displaystyle {\text{Id}}} eine Projektion, wenn {\displaystyle (\operatorname {Id} (z))^{2}=\operatorname {Id} }(z)={\overline {\operatorname {Id} (z)}}, d. h. {\displaystyle z^{2}=z={\overline {z}}} für alle {\displaystyle z\in \sigma (a)}, also {\displaystyle \sigma (a)\subseteq \{0,1\}}.

### Wurzeln
Sei {\displaystyle a} ein positives Element einer C*-Algebra {\displaystyle {\mathcal {A}}}. Dann existiert für jedes {\displaystyle n\in \mathbb {N} } ein eindeutig bestimmtes positives Element {\displaystyle b\in {\mathcal {A}}_{+}} mit {\displaystyle b^{n}=a}, das heißt eine eindeutige {\displaystyle n}-te Wurzel.
Beweis. Für jedes {\displaystyle n\in \mathbb {N} } ist die Wurzelfunktion {\displaystyle f_{n}\colon \mathbb {R} _{0}^{+}\to \mathbb {R} _{0}^{+},x\mapsto {\sqrt[{n}]{x}}} eine stetige Funktion auf {\displaystyle \sigma (a)\subseteq \mathbb {R} _{0}^{+}}. Sei {\displaystyle b\;\colon =f_{n}(a)} mittels stetigem Funktionalkalkül definiert, dann folgt aus den Eigenschaften des Kalküls {\displaystyle b^{n}=(f_{n}(a))^{n}=(f_{n}^{n})(a)=\operatorname {Id} _{\sigma (a)}(a)=a}. Aus dem spektralen Abbildungssatz folgt {\displaystyle \sigma (b)=\sigma (f_{n}(a))=f_{n}(\sigma (a))\subseteq [0,\infty )}, das heißt {\displaystyle b} ist positiv. Sei {\displaystyle c\in {\mathcal {A}}_{+}} ein weiteres positives Element mit {\displaystyle c^{n}=a=b^{n}}, so gilt {\displaystyle c=f_{n}(c^{n})=f_{n}(b^{n})=b}, da die Wurzelfunktion auf den positiven reellen Zahlen eine Umkehrfunktion zur Funktion {\displaystyle z\mapsto z^{n}} ist.
Ist {\displaystyle a\in {\mathcal {A}}_{sa}} ein selbstadjungiertes Element, dann existiert zumindest für jedes ungerade {\displaystyle n\in \mathbb {N} } ein eindeutig bestimmtes selbstadjungiertes Element {\displaystyle b\in {\mathcal {A}}_{sa}} mit {\displaystyle b^{n}=a}.
Ebenso definiert für ein positives Element {\displaystyle a} einer C*-Algebra {\displaystyle {\mathcal {A}}} jedes {\displaystyle \alpha \geq 0} ein eindeutig bestimmtes positives Element {\displaystyle a^{\alpha }} von {\displaystyle C^{*}(a)}, sodass {\displaystyle a^{\alpha }a^{\beta }=a^{\alpha +\beta }} für alle {\displaystyle \alpha ,\beta \geq 0} gilt. Falls {\displaystyle a} invertierbar ist, lässt sich dies auch auf negative Werte von {\displaystyle \alpha } fortsetzen.

### Betrag
Sei {\displaystyle a\in {\mathcal {A}}}, dann ist das Element {\displaystyle a^{*}a} positiv, sodass der Betrag durch den stetigen Funktionalkalkül definiert werden kann {\displaystyle |a|={\sqrt {a^{*}a}}}, da dieser auf den positiven reellen Zahlen stetig ist.
Sei {\displaystyle a} ein selbstadjungiertes Element einer C*-Algebra {\displaystyle {\mathcal {A}}}, dann existieren positive Elemente {\displaystyle a_{+},a_{-}\in {\mathcal {A}}_{+}}, sodass {\displaystyle a=a_{+}-a_{-}} mit {\displaystyle a_{+}a_{-}=a_{-}a_{+}=0} gilt. Man bezeichnet {\displaystyle a_{+}} und {\displaystyle a_{-}} auch als Positiv- und Negativteil. Darüber hinaus gilt {\displaystyle |a|=a_{+}+a_{-}}.
Beweis. Die Funktionen {\displaystyle f_{+}(z)=\max(z,0)} und {\displaystyle f_{-}(z)=-\min(z,0)} sind stetige Funktionen auf {\displaystyle \sigma (a)\subseteq \mathbb {R} } mit {\displaystyle \operatorname {Id} (z)=z=f_{+}(z)-f_{-}(z)} und {\displaystyle f_{+}(z)f_{-}(z)=f_{-}(z)f_{+}(z)=0}. Setze {\displaystyle a_{+}=f_{+}(a)} und {\displaystyle a_{-}=f_{-}(a)}. Nach dem spektralen Abbildungssatz sind {\displaystyle a_{+}} und {\displaystyle a_{-}} positive Elemente und es gilt {\displaystyle a=\operatorname {Id} (a)=(f_{+}-f_{-})(a)=f_{+}(a)-f_{-}(a)=a_{+}-a_{-}} und {\displaystyle a_{+}a_{-}=f_{+}(a)f_{-}(a)=(f_{+}f_{-})(a)=0=(f_{-}f_{+})(a)=f_{-}(a)f_{+}(a)=a_{-}a_{+}}. Weiterhin gilt {\textstyle f_{+}(z)+f_{-}(z)=|z|={\sqrt {z^{*}z}}={\sqrt {z^{2}}}}, sodass {\textstyle a_{+}+a_{-}=f_{+}(a)+f_{-}(a)=|a|={\sqrt {a^{*}a}}={\sqrt {a^{2}}}} gilt.

### Unitäre Elemente
Ist {\displaystyle a} ein selbstadjungiertes Element einer C*-Algebra {\displaystyle {\mathcal {A}}} mit Einselement {\displaystyle e}, so ist {\displaystyle u=\mathrm {e} ^{\mathrm {i} a}} unitär, wobei {\displaystyle \mathrm {i} } die imaginäre Einheit bezeichnet. Ist umgekehrt {\displaystyle u\in {\mathcal {A}}_{U}} ein unitäres Element, mit der Einschränkung, dass das Spektrum eine echte Teilmenge des Einheitskreises ist, also {\displaystyle \sigma (u)\subsetneq \mathbb {T} }, so existiert ein selbstadjungiertes Element {\displaystyle a\in {\mathcal {A}}_{sa}} mit {\displaystyle u=\mathrm {e} ^{\mathrm {i} a}}.
Beweis. Es ist {\displaystyle u=f(a)} mit {\displaystyle f\colon \mathbb {R} \to \mathbb {C} ,\ x\mapsto \mathrm {e} ^{\mathrm {i} x}}, denn da {\displaystyle a} selbstadjungiert ist, folgt {\displaystyle \sigma (a)\subset \mathbb {R} }, das heißt {\displaystyle f} ist eine Funktion auf dem Spektrum von {\displaystyle a}. Da {\displaystyle f\cdot {\overline {f}}={\overline {f}}\cdot f=1} folgt mittels Funktionalkalkül {\displaystyle uu^{*}=u^{*}u=e}, das heißt {\displaystyle u} ist unitär. Da für die andere Aussage ein {\displaystyle z_{0}\in \mathbb {T} } existiert, sodass {\displaystyle \sigma (u)\subseteq \{\mathrm {e} ^{\mathrm {i} z}\mid z_{0}\leq z\leq z_{0}+2\pi \}} ist die Funktion {\displaystyle f(\mathrm {e} ^{\mathrm {i} z})=z} für {\displaystyle z_{0}\leq z\leq z_{0}+2\pi } eine reellwertige stetige Funktion auf dem Spektrum {\displaystyle \sigma (u)}, sodass {\displaystyle a=f(u)} ein selbstadjungiertes Element ist, das {\displaystyle \mathrm {e} ^{\mathrm {i} a}=\mathrm {e} ^{\mathrm {i} f(u)}=u} erfüllt.

### Spektraler Zerlegungssatz
Sei {\displaystyle {\mathcal {A}}} eine unitäre C*-Algebra und {\displaystyle a\in {\mathcal {A}}_{N}} ein normales Element. Das Spektrum bestehe aus {\displaystyle n} paarweise disjunkten abgeschlossenen Teilmengen {\displaystyle \sigma _{k}\subset \mathbb {C} } für alle {\displaystyle 1\leq k\leq n}, also {\displaystyle \sigma (a)=\sigma _{1}\sqcup \cdots \sqcup \sigma _{n}}. Dann existieren Projektionen {\displaystyle p_{1},\ldots ,p_{n}\in {\mathcal {A}}}, die für alle {\displaystyle 1\leq j,k\leq n} die folgenden Eigenschaften besitzen:
- Für das Spektrum gilt {\displaystyle \sigma (ap_{k})=\sigma _{k}}.
- Die Projektionen kommutieren mit {\displaystyle a}, also {\displaystyle p_{k}a=ap_{k}}.
- Die Projektionen sind orthogonal, also {\displaystyle p_{j}p_{k}=\delta _{jk}p_{k}}.
- Die Summe der Projektionen ist das Einselement, also {\textstyle \sum _{k=1}^{n}p_{k}=e}.

Insbesondere existiert eine Zerlegung {\textstyle a=\sum _{k=1}^{n}a_{k}} für die {\displaystyle \sigma (a_{k})=\sigma _{k}} für alle {\displaystyle 1\leq k\leq n} gilt.
Beweis. Da die {\displaystyle \sigma _{k}} alle abgeschlossen sind, sind die charakteristischen Funktionen {\displaystyle \chi _{\sigma _{k}}} stetig auf {\displaystyle \sigma (a)}. Sei nun {\displaystyle p_{k}:=\chi _{\sigma _{k}}(a)} mithilfe des stetigen Funktionalkalküls definiert. Da die {\displaystyle \sigma _{k}} paarweise disjunkt sind gilt {\displaystyle \chi _{\sigma _{j}}\chi _{\sigma _{k}}=\delta _{jk}\chi _{\sigma _{k}}} und {\textstyle \sum _{k=1}^{n}\chi _{\sigma _{k}}=\chi _{\cup _{k=1}^{n}\sigma _{k}}=\chi _{\sigma (a)}={\textbf {1}}} und somit erfüllen die {\displaystyle p_{k}} die geforderten Eigenschaften, wie sich wiederum aus den Eigenschaften des stetigen Funktionalkalküls ergibt. Für die letzte Aussage setzt man {\displaystyle a_{k}=ap_{k}=\operatorname {Id} (a)\cdot \chi _{\sigma _{k}}(a)=(\operatorname {Id} \cdot \chi _{\sigma _{k}})(a)}.